# Львов, Михаил Львович
Михаи́л Льво́вич Львов (настоящая фамилия и имя Моисей Ко́ган; 1928 — 1989) — советский актёр театра и кино. Народный артист РСФСР (1981).

## Биография
Михаил Львович Львов родился 20 мая 1928 года в Одессе, в 1948 году окончил Ленинградский театральный институт. 
Некоторое время проработал в Ленинградском областном театре и Московском театре сатиры. В 1954 году вошёл в труппу театра имени Моссовета. Наибольшего успеха добился именно как театральный актёр, сыграв роли большого драматического, трагедийного и сатирического плана.
В кино снимался редко, наиболее известны его работы в фильмах «Дачная поездка сержанта Цыбули» и «Солнце в авоське». Принял участие в озвучивании мультипликационного фильма «Илья Муромец и Соловей-разбойник» (1978).
Скончался 23 января 1989 года в Москве. Похоронен на Преображенском кладбище.

## Театральные работы
- «Недоросль» — Митрофан
- «Шторм» - Попов
- «Виндзорские насмешницы» — Фальстаф
- «Когда часы пробили полночь» — Кот Фунт
- «Петербургские сновидения» — Свидригайлов
- «Поединок века» — Геринг
- «Последняя жертва» — Лавр Мироныч Прибытков
- «Двери хлопают» — Отец
- «Дон Карлос» — король Филипп
- «На полпути к вершине» — Тайни Джиллиэт Броун
- «Дальше — тишина» — Джордж
- «Эдит Пиаф» — Лепле
- «Правда хорошо, а счастье лучше» — Амос Панфилыч Барабошев
- «Небо — земля» —Чиж

Роли в спектаклях «Трамвай идёт в парк», «Шторм», «Маскарад» и др.

## Фильмография
- 1963 — Если ты прав… — Тонкий, учётчик из уголовников
- 1967 — Гендель и гангстеры — Сэм
- 1969 — Конец «Чёрных рыцарей» — Карпо
- 1969 — Улица Ангела — Голспи
- 1976 — Бернард Шоу — майор Суиндон
- 1976 — Рассказы Марка Твена — мистер Мортимер Мак-Вильямс
- 1978 — Илья Муромец и Соловей-разбойник (анимационный) — Соловей-разбойник
- 1979 — Жил-был настройщик — Пётр Николаевич, начальник службы проката
- 1979 — Карл Маркс. Молодые годы
- 1979 — Солнце в авоське
- 1980 — Альманах сатиры и юмора
- 1980 — Дачная поездка сержанта Цыбули — Шлюге
- 1981 — Безобразная Эльза — Расинен, репортёр

## Награды и звания
- Заслуженный артист РСФСР (28 апреля 1973)
- Народный артист РСФСР (17 ноября 1981)